# Chris Jones (football)
Pour les articles homonymes, voir Jones et Chris Jones.
 (janvier 2012).
Chris Jones (né à Bangor le 9 octobre 1985) est un footballeur gallois évoluant au poste d'attaquant dans le club de Bangor City.
Il est champion du pays de Galles 2010-2011.

## Palmarès
Bangor City
- Championnat
  - Vainqueur : 2011.